# Selenidium metchnikovi
Selenidium metchnikovi is een soort in de taxonomische indeling van de Myzozoa, een stam van microscopische parasitaire dieren. Het organisme komt uit het geslacht Selenidium en behoort tot de familie Selenidiidae. Selenidium metchnikovi werd in 1917 ontdekt door Léger & Dubosq.